# Порубне

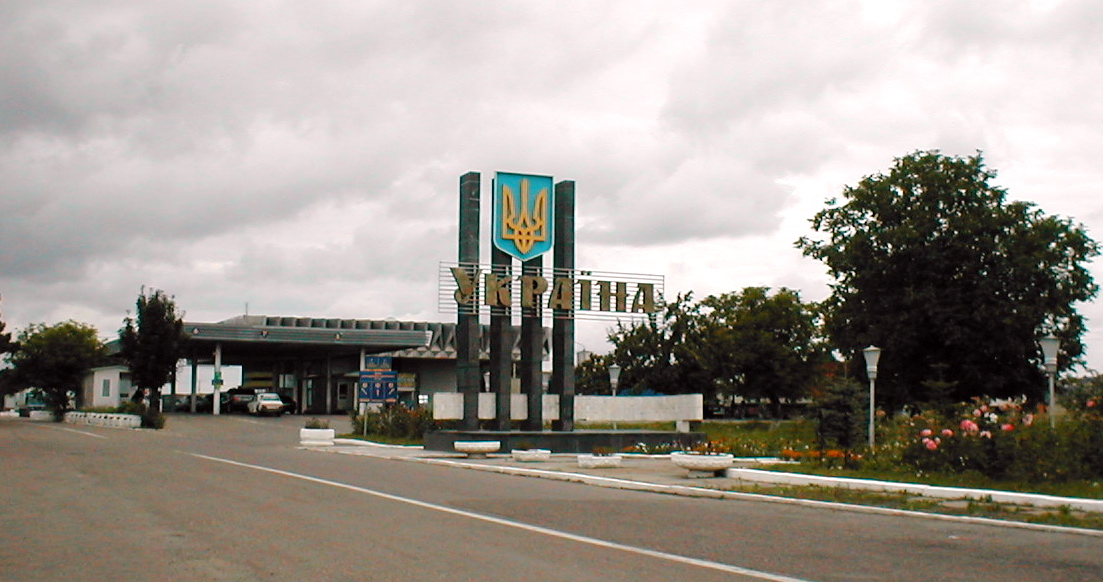
Пункт пропуску «Порубне»

47°1′27″ пн. ш. 26°3′40″ сх. д. / 47.02417° пн. ш. 26.06111° сх. д.
Пору́бне — пункт пропуску через державний кордон України на кордоні з Румунією.
Розташований у Чернівецькій області, Глибоцький район, поблизу села Тереблече на автошляху E85 (М19). З румунського боку розташований пункт пропуску «Сірет» неподалік від міста Серет, повіт Сучава, на аналогічному єврошляху в напрямку Сучави.
Пункт пропуску має два статусу: міжнародний та місцевий. Вид міжнародного пункту пропуску — автомобільний. Вид місцевого пункту пропуску — пішохідний, автомобільний. Статус місцевого пункту пропуску — цілодобово.
Характер перевезень — пасажирський, вантажний.
Окрім радіологічного, митного та прикордонного, пункт пропуску «Порубне» може здійснювати санітарний, фітосанітарний, ветеринарний, екологічний, контроль Служби міжнародних автомобільних перевезень та контроль за переміщенням культурних цінностей.
Пункт пропуску «Порубне» входить до складу митного посту «Вадул-Сірет» Чернівецької обласної митниці. Код пункту пропуску — 40802 03 00 (41).

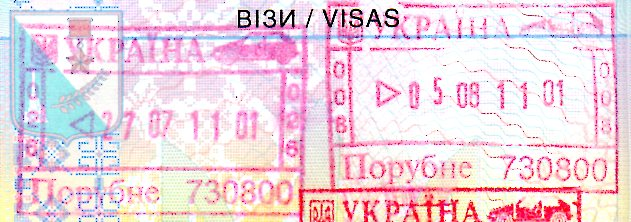
Штампи міжнародного автомобільного пункту пропуску "Порубне"